# Joël Daydé
Joël Daydé (Parijs, 15 maart 1947) is een Franse blues- en soul-zanger.

## Carrière
Na enkele kortdurende lidmaatschappen in diverse bands tijdens de jaren 1960 bracht Daydé zijn eerste soloalbum J'aime uit in 1970. Tijdens het daaropvolgende jaar had hij zijn grootste commerciële succes, toen zijn versie van Mamy Blue in oktober 1971 de eerste plaats bereikte in de Franse singlehitlijst. Zijn tweede album White Soul werd in 1972 in de Londense Lansdowne Studio's geproduceerd met Britse muzikanten, waaronder Rick Wakeman en Michael Giles. Na enkele verdere singles nam Daydé pas in 1976 zijn volgende album Ballades op, dat anders dan de voorgaande albums Frans gezongen nummers bevatte. In 1977 volgde de lp HLM Blues en in 1978 zijn laatste in de hitlijst genoteerde single Tout Craque. Voor de periode daarna waren er nog weinige studio-producties van de verder live optredende muzikant. Zijn eerste cd Spleen Blues (1995) vond geen verspreiding.
Daydé, wiens stem nu en dan wordt vergeleken met die van Joe Cocker en Roger Chapman, begeleid zich veelvuldig zelf op de gitaar. Bijna de helft van de door hem opgenomen nummers heeft hij alleen of als co-auteur ook geschreven.

## Discografie

### Singles
- 1971: Mamy Blue

### Albums
- 1970: J'aime / Daydé
- 1972: White Soul
- 1976: Ballades
- 1977: HLM Blues
- 1995: Spleen Blues

- Bibliothèque nationale de France: cb14000790f (data)
- International Standard Name Identifier: 0000 0000 0303 1823
- MusicBrainz: 754946df-a99b-4dc2-803e-c2886ce7aab6
- Virtual International Authority File: 22338328